# Karl Allgöwer
Karl Allgöwer (Geislingen an der Steige, 5 gennaio 1957) è un ex calciatore tedesco.

## Carriera

### Club

#### Stuttgarter Kickers
Cresciuto nel SV Altenstadt e nel SC Geislingen, all'età di 18 anni gli viene diagnosticata una malformazione all'anca; i medici gli sconsigliano la prosecuzione nell'attività calcistica, ma Allgöwer decide di continuare a giocare; nel 1977 si trasferisce a Stoccarda, dove trascorre tutta la sua carriera. Esordisce da professionista nel club Stuttgarter Kickers, in 2. Bundesliga-Süd. Il debutto in campionato risale al 6 agosto 1977; contro l'Augusta gioca tutta la partita, segnando il gol della vittoria all'89º minuto. Rimane ai Kickers per tre stagioni, tutte giocate in 2. Bundesliga. In campionato viene schierato 116 volte, mettendo a segno 59 reti. Conta anche 7 partite e 9 gol in Coppa di Germania.

#### Stoccarda
Lasciati i Kickers al termine della stagione 1979-80, Allgöwer non cambia città, trasferendosi allo Stoccarda, dove ha l'opportunità di esordire in Bundesliga. Il debutto in massima serie è datato 20 agosto 1980; nella seconda gara della Bundesliga 1980-81 contro il Kaiserslautern entra al 46º minuto rilevando Bernd Schmider.
Dopo soli 3 giorni mette a segno il primo gol in massima serie, contro il Colonia, appena due minuti dopo il suo ingresso in campo.
In undici anni di permanenza, tutti in massima serie, gioca 338 incontri di campionato, mettendo a segno 129 reti, che gli permettono di essere il calciatore con il maggior numero di reti con la maglia dello Stoccarda. Vince il titolo 1984; per la potenza del suo tiro, i tifosi lo soprannominano Knallgöwer (Knall, in tedesco, significa "scoppio"). Con lo Stoccarda raggiunge, pur non riuscendo a vincerle, una finale di Coppa di Germania contro il Bayern Monaco nel 1986 ed una di Coppa UEFA nel 1989 contro il Napoli di Maradona. Si ritira dal calcio giocato nel 1991. Nelle coppe europee ha giocato 31 incontri, realizzando 14 reti.

### Nazionale
Con la Nazionale di calcio della Germania Ovest debutta il 19 novembre 1980 ad Hannover contro la Francia. Gioca alcuni incontri di qualificazione ai Mondiali del 1982, ma non partecipa alla fase finale. Figura tra i convocati di Franz Beckenbauer per il Mondiale di Messico 1986, concluso dai tedeschi al secondo posto; tuttavia non scende mai in campo. In totale, nella nazionale maggiore colleziona 10 presenze, senza segnare alcun gol.

## Biografia
Ha un fratello, Ralf, anch'egli ex calciatore, che alla fine degli anni Ottanta ebbe esperienze nelle stesse squadre di Karl. Ha partecipato anche ad un'asta di beneficenza per le vittime del terremoto in Abruzzo.

## Palmarès
- Campionato tedesco: 1

Stoccarda: 1983-1984